# El pez que fuma
Pour plus de détails, voir Fiche technique et Distribution.
El pez que fuma est un film vénézuélien réalisé par Román Chalbaud, sorti en 1977.
Représentatif du nuevo cine venezolano, ce film est considéré comme le meilleur film jamais produit dans ce pays,,,,.

## Synopsis
La Garza est une mère maquerelle possédant un bordel dénommé El pez que fuma (« Le Poisson qui fume » en français) à La Guaira. Bien qu'elle contrôle effectivement l'établissement et ses employés, elle aime donner l'impression que c'est son amant qui dirige. 
Jairo, un jeune homme, sort de prison et trouve un emploi au Pez que fuma. Il y nettoie les toilettes. Petit à petit, il séduit La Garza. Cependant, Dimas, qui avait pris la place de Tobias, le premier amant plus âgé, n'accepte pas de perdre sa place. Il essaye de tuer Jairo, mais tue La Garza à la place. Dimas emprisonné, Jairo se retrouve seul aux commandes de l'établissement avec Selva María qui prend la place laissée vacante par La Garza.

## Fiche technique
- Titre original : El pez que fuma
- Titre anglais : The Smoking Fish
- Réalisation : Román Chalbaud
- Scénario : José Ignacio Cabrujas et Román Chalbaud d'après la pièce de Román Chalbaud
- Photographie : César Bolívar
- Montage : Guillermo Carrera
- Assistant réalisateur : Rafael Gómez
- Directeur de production : Nardy Fernández
- Production : Abigail Rojas et Maye Larotonda
- Pays d'origine :  Venezuela
- Langue de tournage : Espagnol
- Genre : comédie dramatique
- Durée : 120 minutes
- Décors : Enrique Zanini
- Format : couleurs (Eastmancolor) - son mono

## Distribution
- Hilda Vera : La Garza
- Orlando Urdaneta : Jairo
- Haydée Balza : Selva María
- Rafael Briceño
- Arturo Calderón
- Claudio Brook
- Eduardo Cortina
- Carlos Flores
- Virgilio Galindo
- Gustavo González
- Miguel Ángel Landa : Dimas
- Mimí Lazo
- Karla Luzbel
- Cristobal Medina
- Raúl Medina
- William Moreno
- Ignacio Navarro
- Tony Padron
- Luis Pardi
- Blanca Pereira (sous le nom de Blanquita Pereira)
- Pilar Romero
- Mary Soliani
- Virginia Vera

## Distinctions
El pez que fuma a reçu :
- les prix du meilleur film et de la meilleure actrice au festival municipal du film (1977) ;
- la Catalina de Oro au Festival international du film de Carthagène (1979) ;
- le prix du meilleur film au premier festival du film vénézuélien de Mérida (1979).

El pez que fuma était le film représentant le Venezuela à la 50e cérémonie des Oscars (1978).